# Chromodoris binza
Chromodoris binza är en snäckart som beskrevs av Ev. Marcus och Er. Marcus 1963. Chromodoris binza ingår i släktet Chromodoris och familjen Chromodorididae. Inga underarter finns listade i Catalogue of Life.